# 諫早市

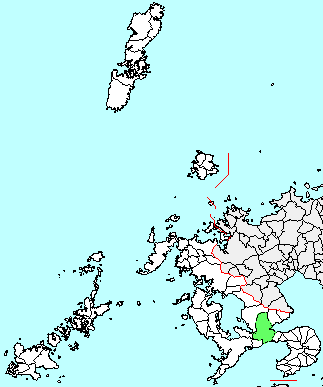
2005年3月の合併直前の諫早市域

諫早市（いさはやし）は、長崎県の中央部にある市。東に諫早湾、西に大村湾、南に橘湾と3つの海に囲まれた珍しい都市で、県内最大の諫早平野を擁し、県内唯一の一級河川である本明川沿いに風情のある町並みを残している。製造業など発展が目覚ましく、GDPは県内1位である。
長崎市、佐世保市に次ぎ長崎県で人口第3位、九州では第14位の人口を有する都市である。

## 地理
長崎県の中央部に位置する。

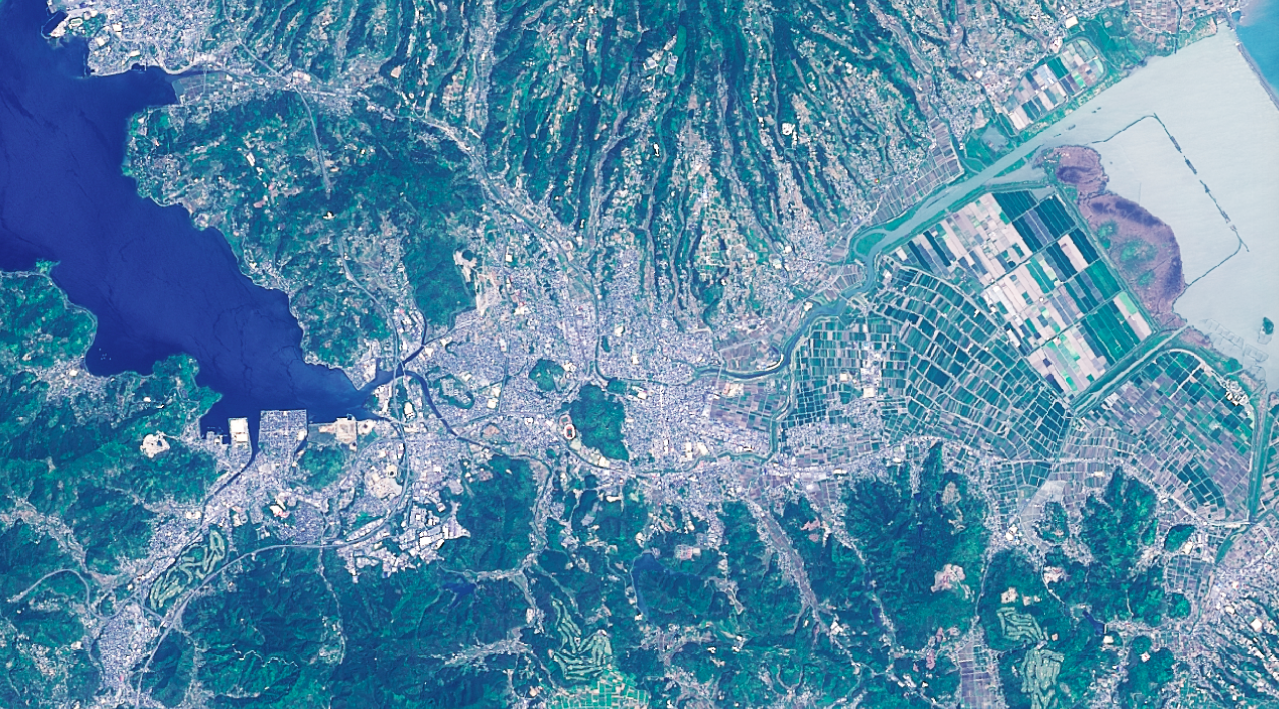
諫早市の衛星写真（国土地理院 提供）

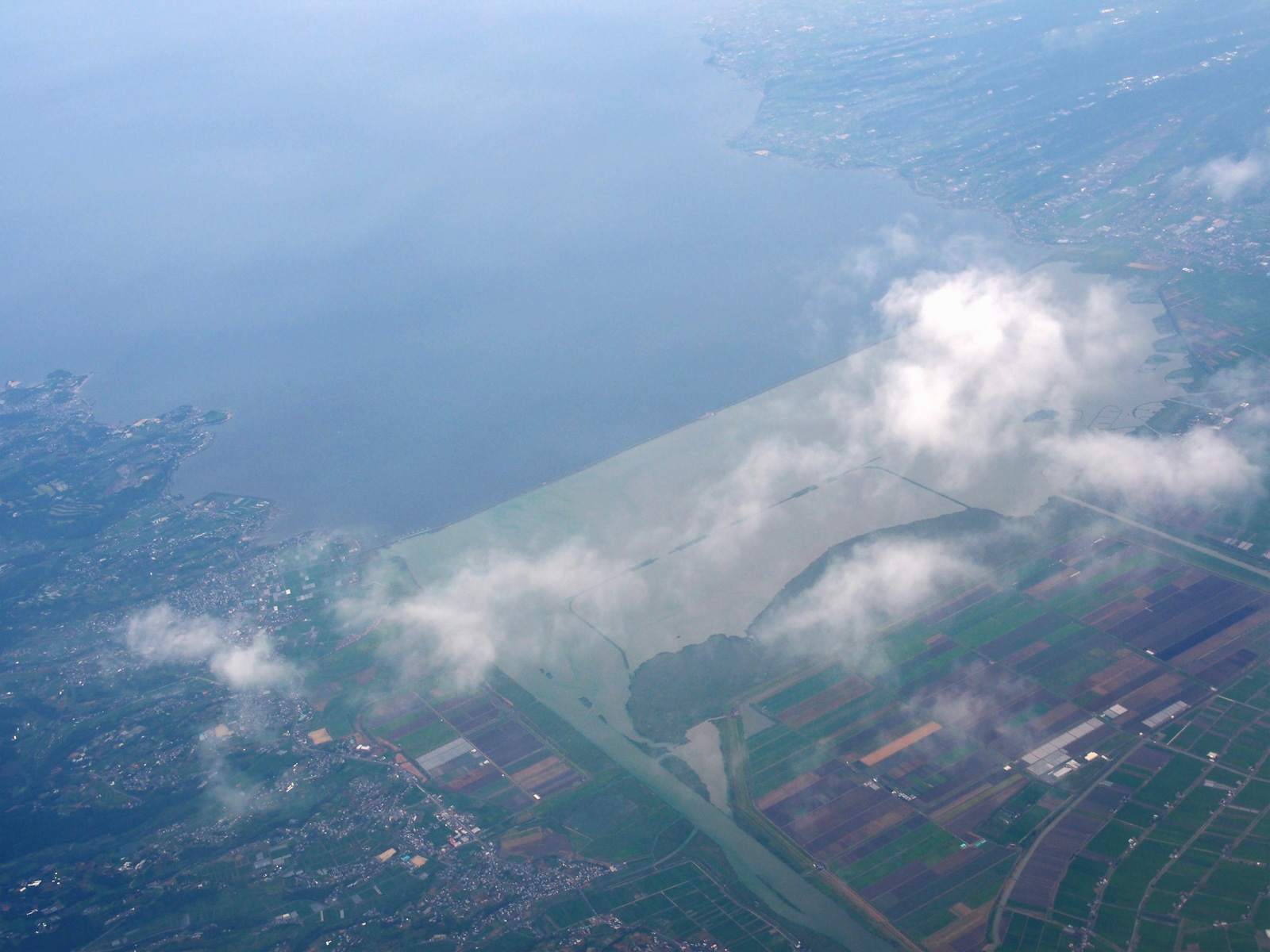
諫早湾（2012年）

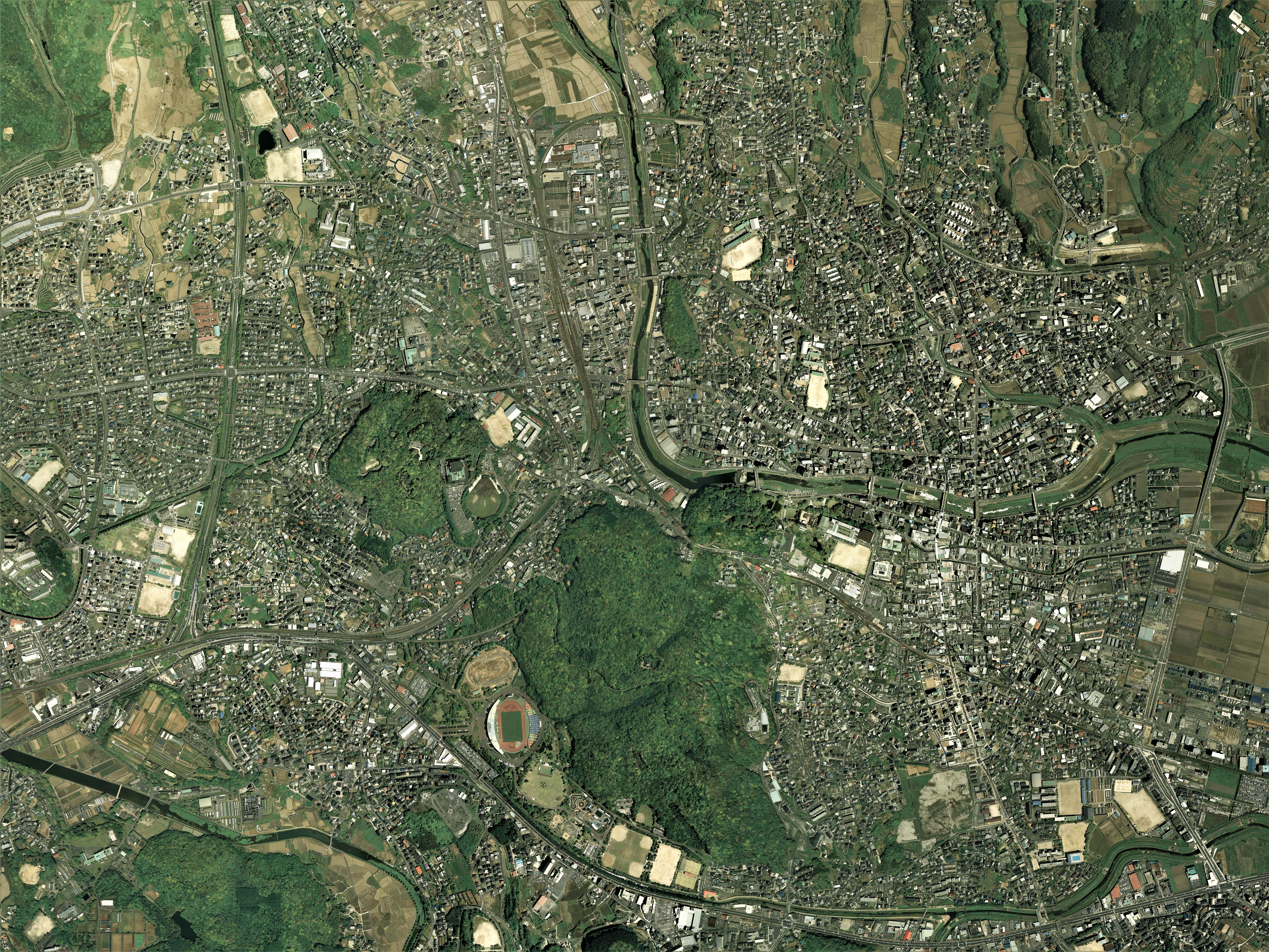
諫早市中心部周辺の空中写真。
2010年5月8日撮影の15枚を合成作成。。

周囲を有明海、大村湾、橘湾の3つの海に囲まれ、長崎街道、多良海道、島原街道と長崎県内の交通結節点としての役割を持つ。市域の北は多良山系の山地が聳える。西側は長崎半島の、南側は島原半島のそれぞれ付け根にあたる。市域北東部は北西部で大村湾・東側で有明海（諫早湾）・南側で橘湾の3つの海に囲まれる。東部の諫早湾では鎌倉時代から干拓が進められ、1989年からは国による諫早湾干拓事業も行われたことで、長崎県では数少ない平野地形が広がり、この干拓地は県下最大の穀倉地帯となっている。
諫早湾締め切り堤防には道路が敷設され、雲仙市と高来町を結ぶシーラインとなった。
一級河川の本明川河口付近では、波が穏やかで直線距離を確保できるという国内でも理想的な環境により、本明川ボートコースが設置され、本明川水上競技場として機能している。
西部は新興住宅地、工業団地が数多く立地し、南部にも工業団地が建設される予定で、市の製造品出荷額は県内1位を誇り、農業、工業の二面性を持った都市である。
- 河川: 本明川、長田川、半造川、境川、東大川、喜々津川、江ノ浦川
- 山: 五家原岳
- 平野: 諫早平野

### 隣接市町村
北に大村市および佐賀県藤津郡太良町、西に長崎市と西彼杵郡長与町、東に雲仙市と接する。

## 地域

### 人口
| |                                        |  |
| 諫早市と全国の年齢別人口分布（2005年） | 諫早市の年齢・男女別人口分布（2005年） |  |
| ■紫色 ― 諫早市 ■緑色 ― 日本全国 | ■青色 ― 男性 ■赤色 ― 女性              |  |
| 諫早市（に相当する地域）の人口の推移 \| 1970年（昭和45年） \| 107,030人 \| \| \| 1975年（昭和50年） \| 114,822人 \| \| \| 1980年（昭和55年） \| 127,339人 \| \| \| 1985年（昭和60年） \| 134,804人 \| \| \| 1990年（平成2年） \| 138,918人 \| \| \| 1995年（平成7年） \| 142,517人 \| \| \| 2000年（平成12年） \| 144,299人 \| \| \| 2005年（平成17年） \| 144,034人 \| \| \| 2010年（平成22年） \| 140,752人 \| \| \| 2015年（平成27年） \| 138,078人 \| \| \| 2020年（令和2年） \| 133,852人 \| \| |                                        |  |
| 総務省統計局 国勢調査より |                                        |  |
| 1970年（昭和45年） | 107,030人                              |  |
| 1975年（昭和50年） | 114,822人                              |  |
| 1980年（昭和55年） | 127,339人                              |  |
| 1985年（昭和60年） | 134,804人                              |  |
| 1990年（平成2年） | 138,918人                              |  |
| 1995年（平成7年） | 142,517人                              |  |
| 2000年（平成12年） | 144,299人                              |  |
| 2005年（平成17年） | 144,034人                              |  |
| 2010年（平成22年） | 140,752人                              |  |
| 2015年（平成27年） | 138,078人                              |  |
| 2020年（令和2年） | 133,852人                              |  |

### 地名
諫早市の地名も参照のこと。
- 諫早地域 - 中央、真津山、小栗、小野、本野、長田、有喜
- 多良見地域 - 多良見（喜々津・伊木力・大草）
- 飯盛地域 - 飯盛（江ノ浦・田結）
- 森山地域 - 森山
- 高来地域 - 高来（湯江・小江・深海）
- 小長井地域 - 小長井

## 歴史
古くは伊佐早荘と呼ばれた。
諫早神社の御由緒は、奈良時代の神亀5年（728年）に、聖武天皇の勅願により行基菩薩が当地へ赴き、石祠を建てたのが神社の始まりと伝わる。九州総守護の神々をまつる神仏習合の「四面宮」として代々領主の祈祷所と定められた。
平安時代末期には、領主の藤井宮時の私領であった村内の田畑が、豊前宇佐神宮の神宮寺の権検校の円昭に譲られ、さらに大宮司の宇佐公通に譲与されて荘園になったという。
鎌倉時代の建久8（1197年）『八幡宇佐宮御神領大鏡』という文書の中に「伊佐早村」が初めて登場する。
南北朝時代には、伊佐早氏などが土地を治めていたが、肥前西郷氏の西郷純堯がこれを破り、高城を築き伊佐早一帯を統一した。
純堯は熱心な仏教徒であった為、大村氏、長崎氏の南蛮貿易の為の長﨑開港、キリスト教の布教などへの不満から、両氏と抗争を繰り広げた。
安土桃山時代の1587年、豊臣秀吉の九州征伐により、島津氏を攻めることを拒んだ為、佐賀の龍造寺氏に征伐の命が下り、抗戦の末、敗北し龍造寺家晴が新領主となった。第2代直孝が姓を「諫早」と改め、佐賀藩諫早領となる。
諫早領内には長崎街道の宿場や番所があり、多良街道、島原街道の分岐点に位置するなど、交通の要衝として重要な役割を果たしてきた。

### 近現代
- 1950年（昭和25年）10月 - 市制10周年を記念し「諫早市歌」を制定。
- 1957年（昭和32年）7月25日 - 諫早大水害発生。当時の諫早市域で500人以上の犠牲者が出る大惨事となる[1]。
- 1989年（平成元年） - 諫早湾干拓事業着工。
- 2007年（平成19年）
  - 11月20日 - 諫早湾干拓事業完工式を挙行。
  - 12月22日 - 諫早湾干拓堤防道路開通。
- 2022年（令和4年）9月23日 - 西九州新幹線が長崎駅-武雄温泉駅間で暫定開業。諫早駅が新幹線停車駅となる。

### 行政区域の変遷
1940年9月1日に北高来郡 諫早町・小栗村・小野村・有喜村・真津山村・本野村・長田村が合併して、人口4万の諫早市が市制施行。
2005年3月1日に北高来郡 飯盛町、森山町、高来町、小長井町および西彼杵郡 多良見町と合併した。これにより、人口14万人都市となり、旧北高来郡のうち西彼杵郡東長崎町を経て長崎市に編入された2村を除く全域が現在の諫早市の市域となったと同時に、北高来郡が消滅した。
- 1868年（慶応4年）
  - 旧暦2月2日（2月24日） - 幕府領が長崎裁判所の管轄となる。
  - 旧暦5月4日（6月23日） - 長崎裁判所の管轄地域が長崎府の管轄となる。
- 1869年（明治2年）旧暦6月20日（7月28日） - 長崎府の管轄地域が長崎県の管轄となる。
- 1871年（明治4年）
  - 旧暦7月14日（8月29日） - 廃藩置県により、藩領が佐賀県の管轄となる。
  - 旧暦11月14日（12月25日） - 第1次府県統合により、全域が長崎県の管轄となる[3]。
- 明治初年頃 - 諫早市中が分割して東町・西町・岡町・諫早津となる。
- 1884年（明治7年） - このころ船越村が改称して諫早村となる[4]。
- 1878年（明治11年）
  - 10月28日 - 郡区町村編制法の長崎県での施行により、高来郡のうち諫早村ほかの区域に行政区画としての北高来郡が発足。同時に彼杵郡の一部区域および高来郡の一部区域に西彼杵郡が発足。
  - 東町・西町・岡町・諫早津が合併して諫早町となる。
- 1889年（明治22年）4月1日 - 町村制施行により、北高来郡および西彼杵郡のうち現在の市域にあたる以下の町村が発足。
- 北高来郡
  - 諫早町（諫早町の全域、諫早村の一部（字大城戸）が合併）
  - 諫早村（諫早村のうち字大城戸を除く区域より発足）
  - 北諫早村（下本明村、福田村、栄田村が合併）
  - 小栗村（小川村、栗面村のそれぞれ全域、および江ノ浦村の一部（小ヶ倉名）が合併）
  - 小野村（小野村、小野島村、川内町村、宗方村、長野村が合併）
  - 有喜村（単独村制）
  - 真津山村（真崎村、貝津村、久山村が合併）
  - 本野村（中本明村、大渡野村が合併）
  - 長田村（東長田村、西長田村が合併）
  - 森山村（森山村、井牟田村、唐比村が合併）
  - 江ノ浦村（江ノ浦村のうち小ヶ倉名を除く区域より発足）
  - 田結村（単独村制）
  - 湯江村（湯江村、宇良村が合併）
  - 小江村（小江村、犬木村が合併）
  - 深海村（深海村、藤田尾村が合併）
  - 小長井村（小川原浦村、長里村、井崎村が合併）
- 西彼杵郡
  - 伊木力村（単独村制）
  - 大草村（単独村制）
  - 喜々津村（単独村制）
- 1923年（大正12年）4月1日 - 【新設合併】諫早町・北諫早村・諫早村 → 諫早町（新町制）
- 1940年（昭和15年）9月1日 - 【新設合併・市制施行】諫早町・小栗村・小野村・有喜村・真津山村・本野村・長田村 → 諫早市（初代）
- 1940年（昭和15年）11月3日 - 【町制施行】湯江村 → 湯江町
- 1955年（昭和30年）2月11日 - 【新設合併】江ノ浦村・田結村 → 飯盛村
- 1955年（昭和30年）2月11日 - 【新設合併】伊木力村・大草村・喜々津村 → 多良見村
- 1956年（昭和31年）9月20日 - 【新設合併】湯江町・小江村・深海村 → 高来町
- 1965年（昭和40年）4月1日 - 【町制施行】飯盛村 → 飯盛町
- 1965年（昭和40年）11月23日 - 【町制施行】多良見村 → 多良見町
- 1966年（昭和41年）11月1日 - 【町制施行】小長井村 → 小長井町
- 1969年（昭和44年）4月1日 - 【町制施行】森山村 → 森山町
- 2005年（平成17年）3月1日 - 【新設合併】諫早市・飯盛町・森山町・高来町・小長井町・多良見町 → 諫早市（現行）[2]

## 行政

### 市政

#### 市長
- 初代: 吉次邦夫（2005年（平成17年）4月10日 - 2009年（平成21年）4月9日）※旧諫早市（合併前）の最後の市長
- 2代目: 宮本明雄（2009年（平成21年）4月10日 - 2021年（令和3年）4月9日）
- 3代目: 大久保潔重（2021年（令和3年）4月10日 - 現職、1期目）

#### 市議会
- 諫早市議会（定数26）（任期は2025年4月9日まで）[5]

#### 市役所
- 諫早市役所本庁
  - 多良見支所（旧多良見町役場）
  - 森山支所（旧森山町役場）
  - 飯盛支所（旧飯盛町役場）
  - 高来支所（旧高来町役場）
  - 小長井支所（旧小長井町役場）

### 広域行政
- 県央地域広域市町村圏組合
  - 連携自治体 - 大村市、雲仙市の一部（国見地区・瑞穂地区を除く）
    - 消防や不燃物処理等を連携して行っている。

#### 消防
- 県央地域広域市町村圏組合消防本部
  - 諫早消防署（本部と併設）

### 県政

#### 県議会
- 長崎県議会（諫早市選挙区、定数4）

#### 県の出先機関
- 県央振興局
  - 県央保健所
- 長崎職業能力開発促進センター
- 長崎県農林技術開発センター
- 長崎県病害虫防除所
- 諫早湾地域振興基金
- 長崎県農産園芸課技術普及班
- 社団法人長崎県林業公社・コンサルタント
- 長崎県農村婦人の家
- 長崎県諫早食肉衛生検査所・財団法人長崎県食鳥肉衛生協会
- 財団法人長崎県健康事業団
- 長崎県住宅供給公社諫早西部団地開発事業部
- 長崎県治山林道協会・社団法人長崎県木材組合連合会

#### 医療
- 長崎県立こども医療福祉センター
  - 長崎県発達障害者支援センター

#### 警察
- 長崎県警察
  - 諫早警察署

### 国政

#### 衆議院
- 任期 ： 2017年（平成29年）10月22日 - 2021年（令和3年）10月21日（「第48回衆議院議員総選挙」参照）

| 選挙区                                                                                        | 議員名   | 党派名     | 当選回数 | 備考   |
| --------------------------------------------------------------------------------------------- | -------- | ---------- | -------- | ------ |
| 長崎県第2区（諫早市、長崎市（旧琴海町・外海町域）、島原市、雲仙市、南島原市、長与町、時津町） | 加藤竜祥 | 自由民主党 | 1        | 選挙区 |

#### 国の出先機関
文部科学省
- 国立諫早青少年自然の家（白木峰）

法務省
- 長崎刑務所
- 諫早区検察庁
- 長崎地方法務局諫早支局

裁判所
- 長崎家庭裁判所諫早出張所
- 諫早簡易裁判所

財務省
- 諫早税務署

厚生労働省
- 長崎職業能力開発促進センター
- 諫早労働基準監督署
- 諫早公共職業安定所

農林水産省
- 長崎森林管理署

国土交通省
- 長崎河川国道事務所諫早出張所・小船越トンネルポンプ室・諫早排水機場
- 日本小型船舶検査機構長崎支部

## 姉妹都市・友好都市
- 出雲市（島根県）
- 津山市（岡山県）
1981年7月28日、友好交流都市協定（三市協定）を締結
- アセンズ市（アメリカ合衆国）
- 漳州市（中華人民共和国）

## 経済

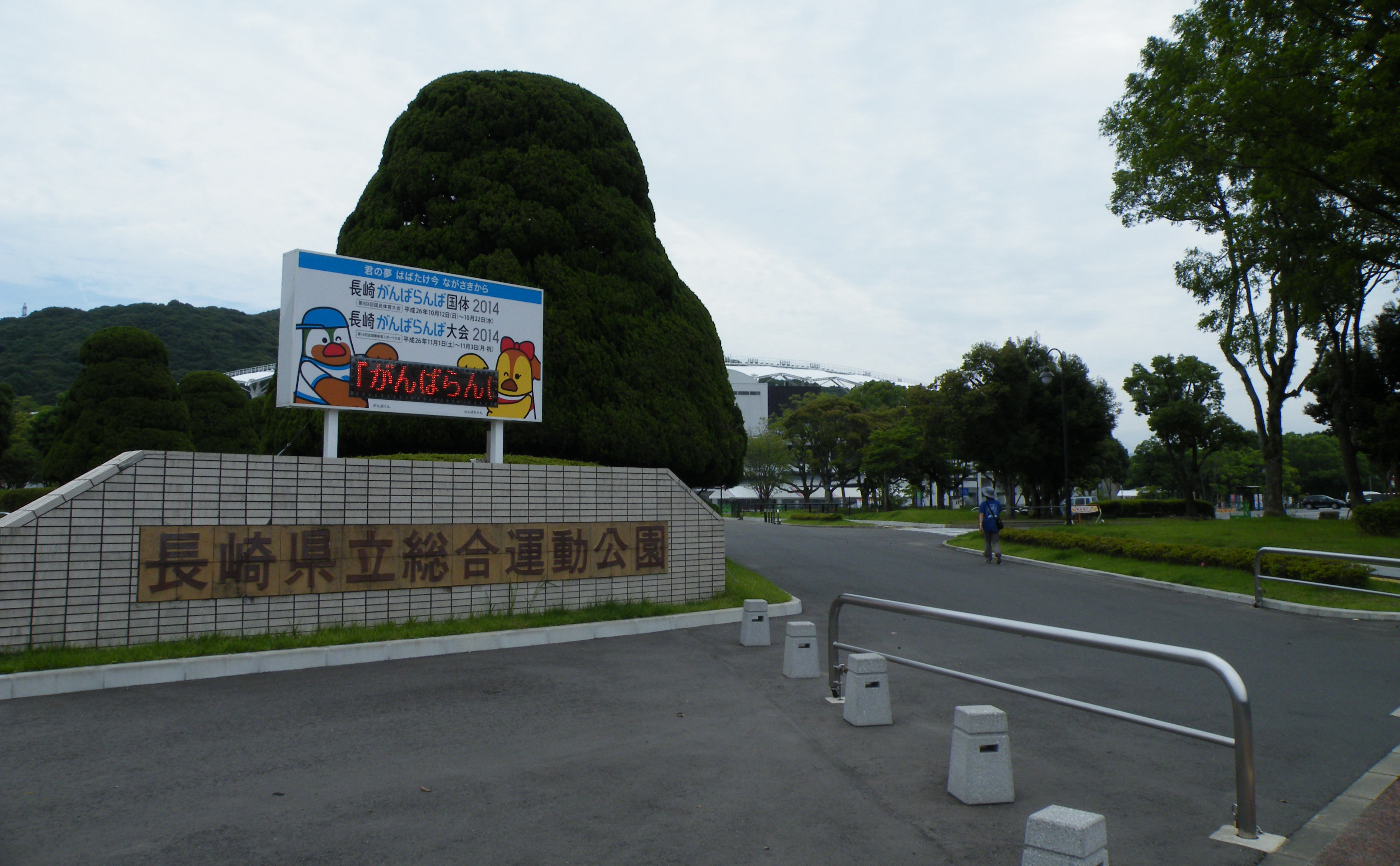
長崎県立総合運動公園

### 産業
｢諫早中核工業団地｣を中心に「諫早貝津工場団地」「山の手工業団地」「諫早流通産業団地」「西諫早産業団地」が隣接して立地しており、電子技術、航空宇宙関連など先端技術企業が進出し、県央地域はもとより長崎県の産業拠点を形成している。
また、東部は古くから干拓が進められ、県下最大の穀倉地帯となっている。飯盛地区と有喜地区ではジャガイモの栽培も盛んであり、北海道とは異なり春と秋の二期作が行われている。2020年代、島原道路の管轄区域の1つに繋がる小栗地区で、新たな工業団地「南諫早産業団地」が誕生する。

### 特産品
- 米
- 諫早おこし
- スッポン料理
- 楽焼うなぎ
- 鯨料理
- 小長井カキ
- 唐比レンコン
- 伊木力みかん
- 有喜かまぼこ

### 諫早市に拠点事業所を置く企業

#### 金融
- たちばな信用金庫
- 十八親和銀行
- 長崎銀行
- 西日本シティ銀行
- 九州ひぜん信用金庫
- 長崎三菱信用組合
- 九州労働金庫
- いちよし証券
- 長崎県央農業協同組合（JAバンク）
- 長崎西彼農業協同組合（JAバンク）
- 漁業協同組合（JFマリンバンク）

#### 工業
- イサハヤ電子（半導体）
- ソニーセミコンダクタ（半導体）
- 三菱重工業長崎造船所諫早工場（防衛機器、太陽電池、宇宙機器）
- ANAコンポーネントテクニクス株式会社（航空機部品）
- メルコアドバンストデバイス（半導体）
- 有田工業（メッキ）
- 三陽保安産業（排気装置）
- 京セラ - 南諫早産業団地工場（仮称）。2026年に稼働する。

#### 卸売業
PINCH HITTER JAPAN株式会社(アジア太平洋急成長企業ランキング2025 W受賞)

#### 食品
- たらみ - 諫早工場、小長井工場（フルーツゼリー）※社名は諫早市多良見町に由来
- カステラ本家福砂屋 - 多良見工場
- 日本ハム - 諫早工場
- フランソア - 長崎工場（製パン）
- 唐草 - 諫早工場
- 杵の川 - 本社工場（日本酒・焼酎）
- 福田屋食品（うなぎ）
- 諫早乳業（乳製品）

#### 小売業
- 丸高商事（地場スーパー）
- ワタミタクショク（宅配食材）

#### スポーツ
- V・ファーレン長崎（J2）

#### スポーツ施設
- 長崎県立総合運動公園陸上競技場（トランスコスモススタジアム長崎）・内村記念アリーナ - 諫早市宇都町
- なごみの里運動公園 - 諫早市多良見町
- 月の丘公園 - 諫早市飯盛町

#### スポーツジム施設
- スポーツグラブ内村 - 諫早市栗面町

#### 音楽
- ヤマハ
- ヤマハ音楽教室

#### 自動車・バイク
自動車 部門
- スズキ
- トヨタ自動車
- 日産
- ホンダ
- マツダ
- 三菱自動車工業

バイク 部門
- ハーレーダビッドソン
- ホンダ
- ヤマハ

#### ガソリンスタンド
- 出光興産
- ENEOS
- コスモ石油

## 郵便局
- 集配局　- 窓口業務に加え、集配業務を行う郵便局（5局）
  - 諫早郵便局 - 〒854で始まる地域の集配業務
  - 有喜郵便局 - 〒854-01××
  - 森山郵便局 - 〒854-02××
  - 高来郵便局 - 〒859-01××
  - 長田郵便局 - 〒859-03××
  - 〒854-11××、〒859-04××地域の集配業務は長崎東郵便局が行う。
- 無集配局 - 窓口業務のみを行う郵便局（13局）

- 深海郵便局
- 大草郵便局
- 諫早小野郵便局
- 小長井郵便局
- 諫早真崎郵便局

- 西諫早郵便局
- 諫早永昌郵便局
- 真津山郵便局
- 飯盛郵便局
- 田結郵便局

- 本野郵便局
- 北諫早郵便局
- 南諫早郵便局
- 多良見郵便局
- 喜々津シーサイド郵便局

- 簡易郵便局（8局）

- 長里簡易郵便局
- 舟津簡易郵便局
- 釜簡易郵便局
- 諫早久山簡易郵便局

- 諫早幸町簡易郵便局
- 諫早小豆崎簡易郵便局
- 諫早福田簡易郵便局
- 諫早平山簡易郵便局

## マスメディア

### 放送局
- NHK長崎放送局諫早支局

### ケーブルテレビ
- 諫早ケーブルメディア

### コミュニティ放送局
- レインボーFM: 77.1MHZ

## 教育

### 大学
- 鎮西学院大学（学校法人鎮西学院）

### 専修学校
- 長崎就職支援カレッジ
- 長崎情報ビジネス専門学校諌早教室
- 長崎県央看護学校
- 森家政専門学校

### 高等学校
総数8校。閉校した高等学校は長崎県高等学校の廃校一覧#諫早市を参照。

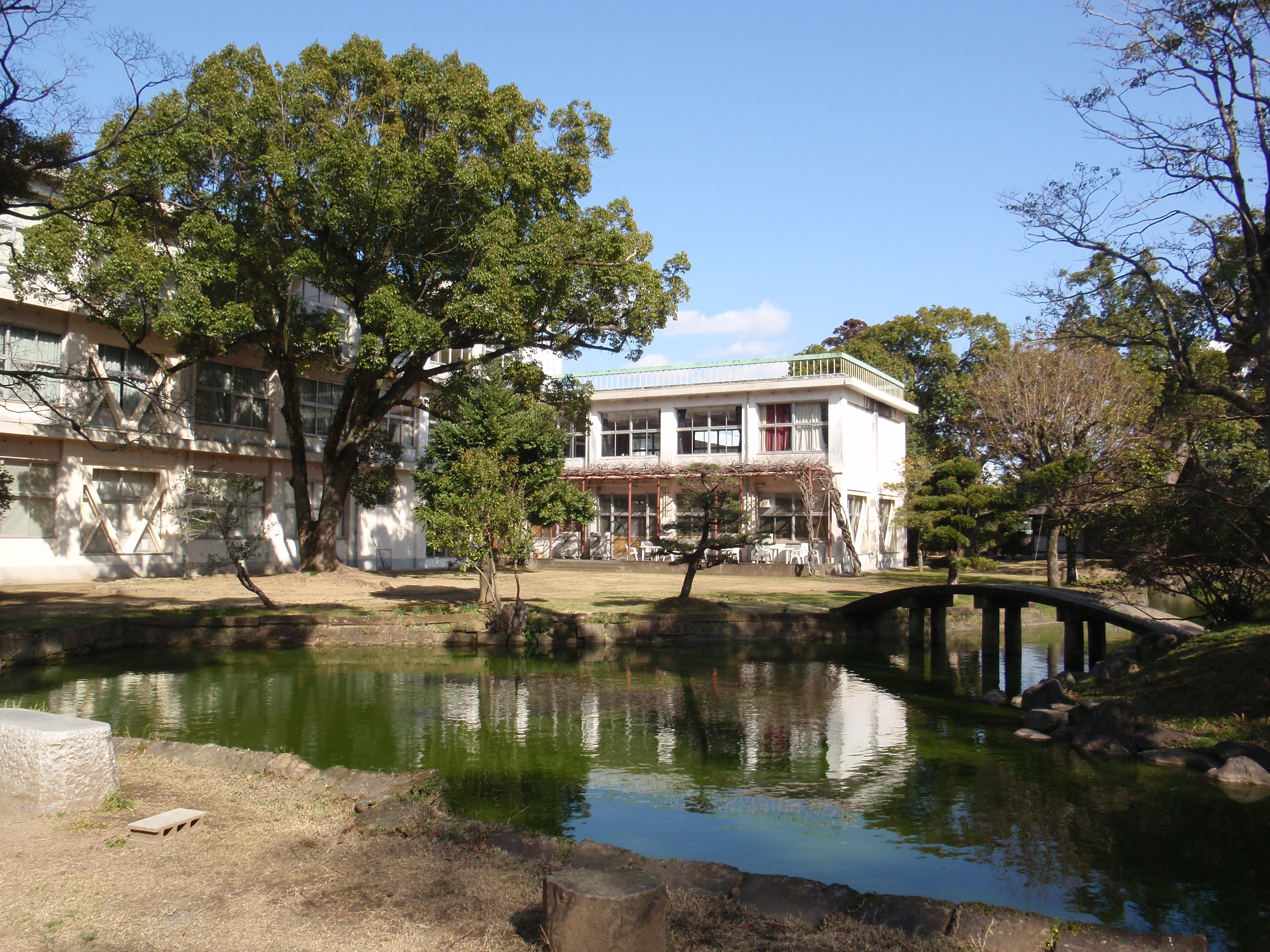
諫早高等学校（御書院庭園）

県立（5校）
・長崎県立諫早高校定時制
- 長崎県立諫早高等学校
- 長崎県立西陵高等学校
- 長崎県立諫早東高等学校
- 長崎県立諫早農業高等学校
- 長崎県立諫早商業高等学校

私立（3校）
- 長崎日本大学高等学校
- 創成館高等学校
- 鎮西学院高等学校

### 中学校
総数16校。閉校した中学校は長崎県中学校の廃校一覧#諫早市を参考。
県立（1校）
- 長崎県立諫早高等学校附属中学校

市立（14校）
- 諫早中学校
- 北諫早中学校
- 小野中学校
- 有喜中学校
- 西諫早中学校
- 明峰中学校
- 長田中学校

- 真城中学校
- 喜々津中学校
- 森山中学校
- 飯盛中学校
- 高来中学校
- 小長井中学校
- 琴海中学校

私立（1校）
- 長崎日本大学中学校

### 小学校
総数26校。閉校した小学校は長崎県小学校の廃校一覧#諫早市を参考。
市立（26校）
- 諫早小学校
- 北諫早小学校
- 小野小学校
- 有喜小学校
- 真津山小学校
- 本野小学校
- 長田小学校

- 上諫早小学校
- 小栗小学校
- 真崎小学校
- みはる台小学校
- 御館山小学校
- 上山小学校
- 西諫早小学校

- 真城小学校
- 喜々津小学校
- 喜々津東小学校
- 大草小学校
- 伊木力小学校
- 森山西小学校
- 森山東小学校

- 飯盛西小学校
- 飯盛東小学校
- 高来西小学校
- 湯江小学校
- 小長井小学校

### 特別支援学校
すべて県立で総数は3校+分教室1校
県立
- 長崎県立諫早特別支援学校
  - みさかえ分教室（旧・長崎県立虹の原特別支援学校みさかえ分校）- 2018年（平成30年）3月31日閉校
- 長崎県立諫早東特別支援学校
- 長崎県立希望が丘高等特別支援学校

### その他専修学校等
- 長崎県立農業大学校（農業者研修教育施設）

### 図書館

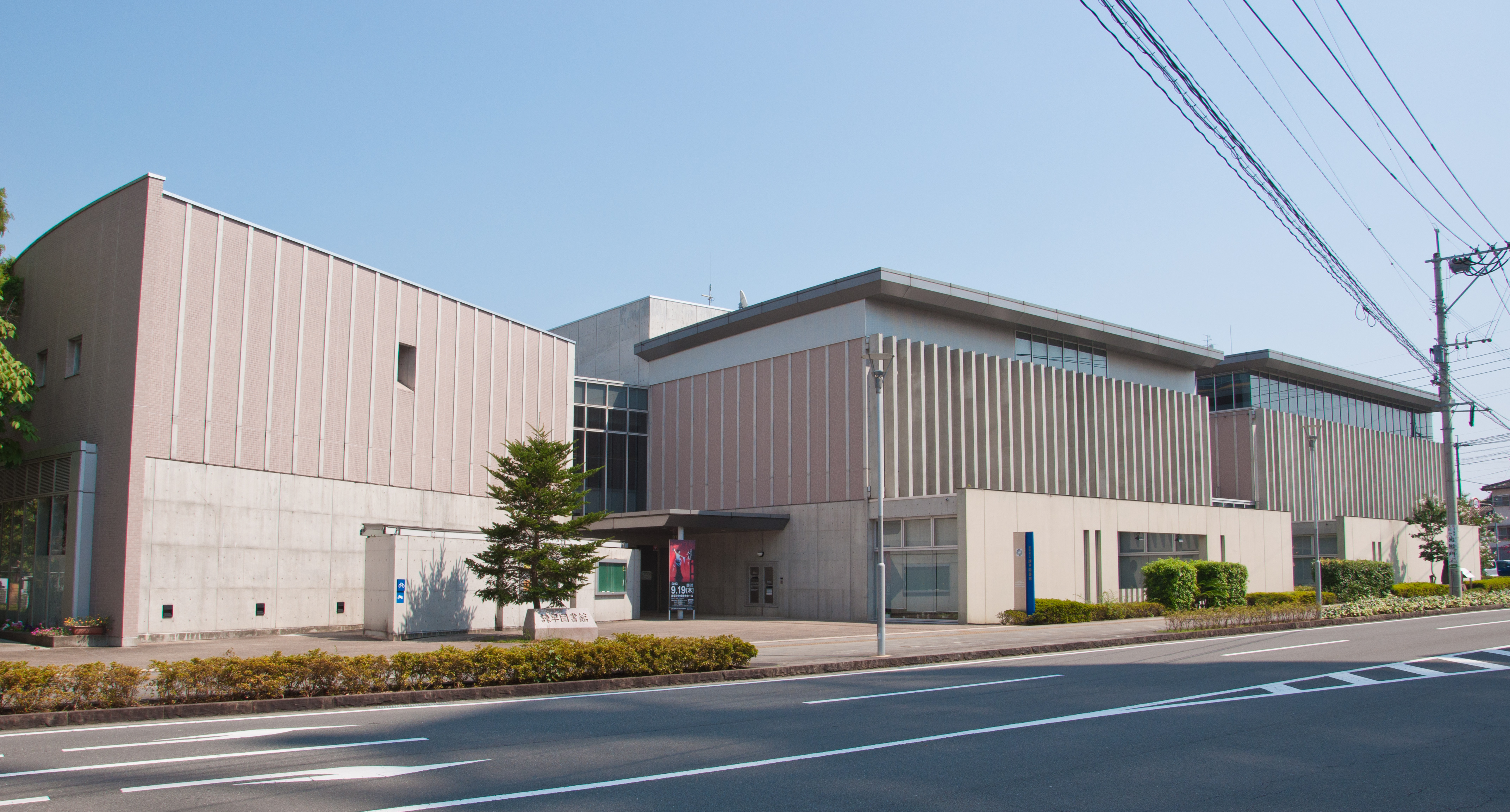
諫早図書館

- 諫早市立諫早図書館（東小路町）
- 諫早市立西諫早図書館（山川町）
- 諫早市立森山図書館（森山町）
- 諫早市立たらみ図書館（多良見町）
- 飯盛図書室（飯盛町）
- 高来図書室（高来町）
- 小長井図書室（小長井町）

### 美術館・博物館
- 諫早市美術・歴史館

## 交通

### 航空
- 最寄り空港は長崎空港（大村市）。

### 鉄道
九州旅客鉄道（JR九州）
- 西九州新幹線
  - 諫早駅
- 長崎本線

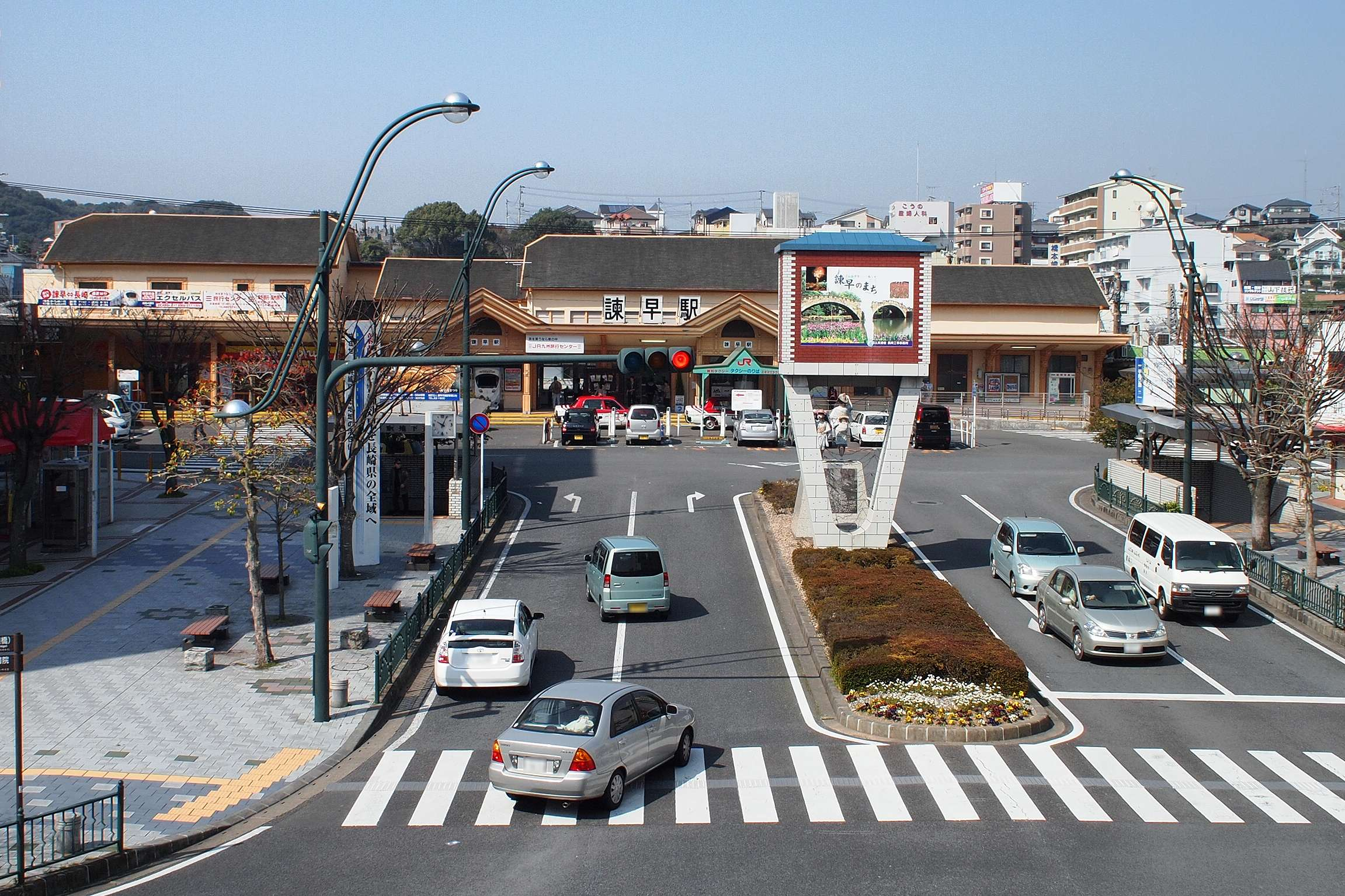
諫早駅の旧駅舎と駅前広場

  - 小長井駅 - 長里駅 - 湯江駅 - 小江駅 - 肥前長田駅 - 東諫早駅 - 諫早駅 - 西諫早駅 - 喜々津駅 - 市布駅

- 長崎本線旧線
  - 喜々津駅 - 東園駅 - 大草駅
- 大村線
  - 諫早駅

島原鉄道
- 島原鉄道線
  - 諫早駅 - 本諫早駅 - 幸駅 - 小野駅 - 干拓の里駅 - 森山駅 - 釜ノ鼻駅 - 諫早東高校駅

市の代表駅は諫早駅であるが、同市役所の最寄り駅は本諫早駅。

### 路線バス

#### 一般路線バス
- 長崎県営バス - 諫早駅前にあるバスターミナルを拠点に、諫早市内各地や大村市・長崎市などへの路線がある。
- 島鉄バス - 諫早市と島原半島3市を結ぶ路線がある。

#### 高速バス
- 太字は諫早市内の停車地
- ★夜行は夜行バス（特記ないものは昼行バス）

| 愛称名           | 運行会社                                  | 運行区間                                                                               |
| ---------------- | ----------------------------------------- | -------------------------------------------------------------------------------------- |
| オランダ号       | 近鉄バス                                  | 京都市・大阪市（大阪駅・なんばOCAT・USJ）・神戸市（三宮） - 諫早IC ★夜行 ※無期限運休中 |
| ユタカライナー   | ユタカ交通                                | 京都市・大阪市（梅田）・神戸市（三宮） - 諫早IC ★夜行                                  |
| 九州号           | 九州急行バス                              | 福岡市・福岡空港（国際線） - 高速基山 - 嬉野市（嬉野温泉） - 諫早IC - 長崎市           |
| 島原号           | 西日本鉄道 島原鉄道                       | 福岡市・高速基山 - 諫早駅前・本諫早駅前                                                |
| 出島号           | 長崎県交通局                              | 北九州市・直方PA・若宮IC - 高速基山 - 高速神埼 - 諫早IC・バイパス多良見                |
| りんどう号       | 長崎県交通局 九州産交バス                 | 熊本市・益城インター口・武蔵ヶ丘・西合志・植木IC・菊水IC - 諫早IC                      |
| サンライト号     | 長崎県交通局 長崎自動車 大分交通 大分バス | 大分市・別府市 - 湯布院IC - 玖珠IC - 高速日田 - 高速甘木 - 諫早IC                      |
| ブルーロマン号   | 長崎県交通局 宮崎交通                     | 宮崎市・都城北・小林IC・えびのIC - 諫早IC ※季節運行                                    |
| （愛称名なし）   | 長崎県交通局 西肥自動車                   | 佐々町・佐世保市・波佐見有田IC - 諫早IC                                                |
| 高速シャトルバス | 長崎県交通局                              | 長崎市 - 諫早市内各地                                                                  |

### 道路

#### 高速道路
- 長崎自動車道
  - 諫早インターチェンジ
  - 長崎多良見インターチェンジ

#### 一般国道
- 国道34号
- 国道57号
- 国道207号
- 国道251号

#### 県道（主要地方道）
- 長崎県道33号長崎多良見線
- 長崎県道37号大村貝津線
- 長崎県道41号諫早飯盛線
- 長崎県道55号有喜本諫早停車場線

#### 農道
- 諫早湾干拓堤防道路

## 市外局番
- 0957（諫早MA）

## 名所・旧跡・観光スポット・祭事・催事

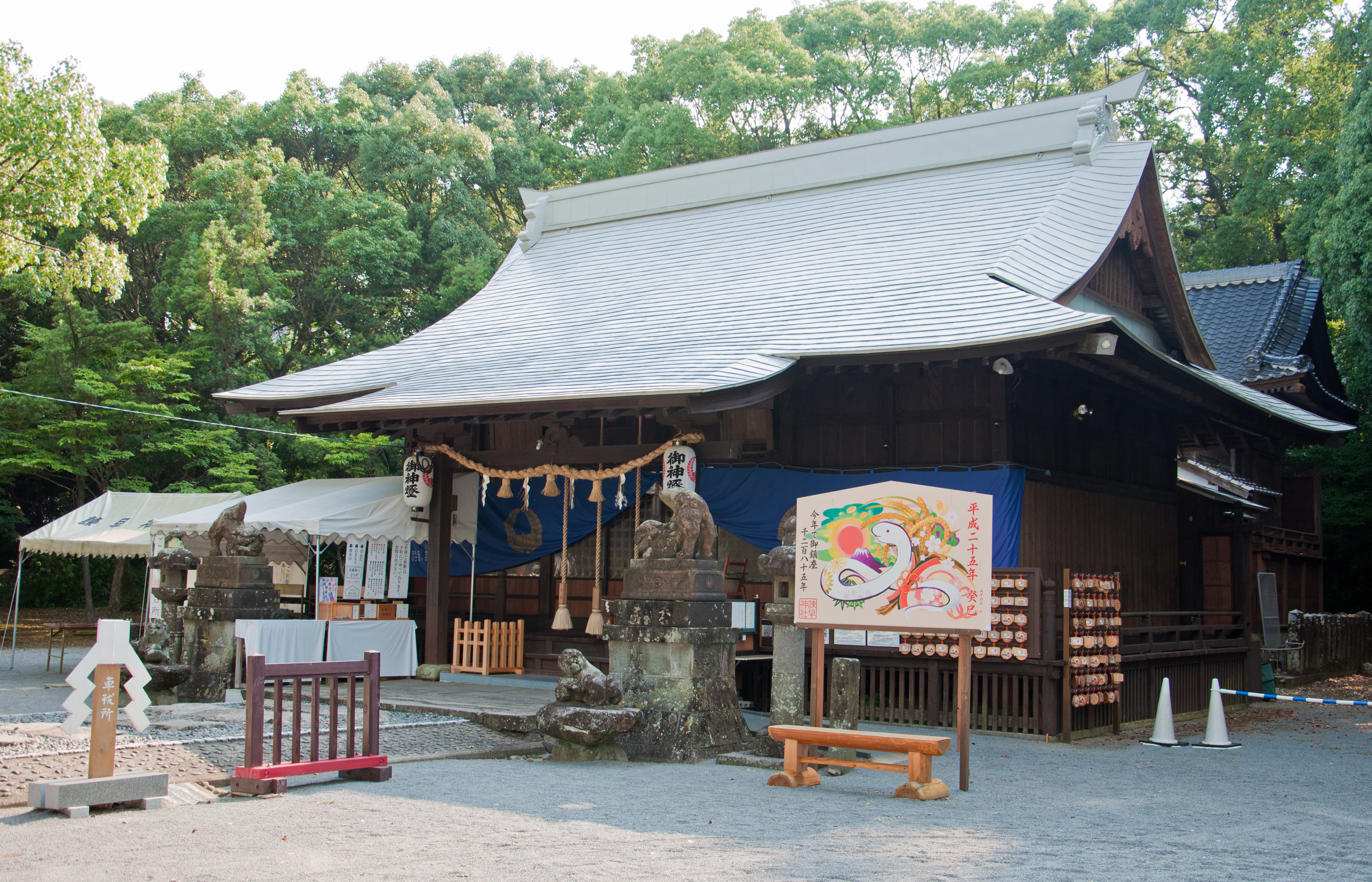
諫早神社

### 観光地
- 諫江八十八ヶ所巡り
- 旧長崎刑務所
- 諫早陣屋
- 諫早公園・眼鏡橋
- 本明川の桜づつみ
- 古川の桜並木
- 平山町の桜並木
- 轟渓谷（名水百選）
- 富川渓谷
- 白木峰高原
- 法川山和銅寺（古刹）
- 諫早神社
- 補陀林寺・水晶観音が有名。
- 慶巌寺
- 安勝寺

### レジャー
- 長崎県立総合運動公園
- 結の浜マリンパーク
- 有喜UKIビーチ
- コスモス花宇宙館
- 諫早ゆうゆうランド干拓の里
- 山茶花高原ピクニックパーク&ハーブ園
- 唐比湿地公園
- いいもり月の丘温泉
- のんのこ温水センター

### 祭事・催事
- 諫早神社　春の流鏑馬: 3月
- 諫早つつじ祭り: 4月
- 諫早万灯川まつり: 7月25日（諫早大水害の日）
- のんのこ諫早まつり: 9月

## 出身者
政治・経済
- 池松林一（諫早町長、諫早市長、長崎県会議員）
- 諫早家崇（貴族院議員、男爵）
- 諫早不二雄（男爵、資産家）
- 諫早英雄（男爵）
- 東良信（元内閣府審議官）
- 古賀友一郎（参議院議員）
- 大久保潔重（元参議院議員）
- 木下義介（旧諫早市初代市長、衆議院議員）
- 田川務（元長崎市長）
- 芦塚亀三郎（諫早村長、本野村長、真津山村長）
- 芦塚省三（衆議院議員）
- 芦塚日出美（博多座社長）
- 釜和明（IHI会長）
- 下村彌一（東亜国内航空会長）
- 木原頼三（諫早銀行頭取）
- 鳥合幸徳（諫早無尽取締役社長）

スポーツ選手
- 内村航平（体操競技選手）
- 藤原新（陸上競技長距離走・マラソン元選手、指導者）
- 井上大仁（陸上競技長距離走・マラソン選手）
- 森岡紘一朗（陸上競技・競歩選手）
- 中村優斗（プロ野球選手）
- 釜元豪（元プロ野球選手）
- 石本努（元プロ野球選手）
- 大久保勝也（元プロ野球選手）
- 貝塚政秀（元プロ野球選手）
- 中村隼人（元プロ野球選手）
- 野田征稔（元プロ野球選手）
- 水口大地（元プロ野球選手）
- 大久保哲也（大学野球指導者）
- 梅崎司（プロサッカー選手）
- 田川亨介（プロサッカー選手）
- 中村北斗（プロサッカー選手）
- 野田明弘（元プロサッカー選手）
- 松橋章太（元プロサッカー選手）
- 松橋優（プロサッカー選手）
- 三好洋央（元プロサッカー選手）
- 濱口華菜里（バレーボール選手）
- 宮田由佳里（バレーボール選手）
- 酒井泰滋（バスケットボール選手）
- 山口美咲（水泳選手）
- 廣田瑞人（元総合格闘家）
- 阿修羅・原（元プロレスラー）
- 嗣子鵬慶昌（元大相撲力士）
- 福田山幸雄（元大相撲力士）
- 諫誠章道（元大相撲力士）
- 塚本徳臣（空手家）
- 山﨑賢人（競輪選手）

俳優・タレント
- 蒼井のぞみ（女優）
- IMATO[要出典]（元アイドルグループスターボー所属）
- 大城英司（俳優）
- カステラ一番（ものまね芸人）
- 倉田まり子（アイドル）
- 酒井博史（アクション俳優）
- 高瀬美子（アナウンサー）
- 鳥羽ゆう子（演歌歌手）
- 日本一おもしろい大崎（芸人、ちゃんぴおんず）
- 富士山富士夫（元ロックバンド毛皮のマリーズ所属）
- 役所広司（俳優）
- 松尾雄史（歌手）
- 麻倉瑞季（グラビアアイドル）

文化人
- 市川森一（脚本家）
- 樺島勝一（画家・漫画家）
- 吉崎観音（漫画家）
- 御厨さと美（漫画家）
- 丸尾末広（漫画家）
- 津山ちなみ（漫画家）
- 草場道輝（漫画家）
- 垣根涼介（小説家）
- 野呂邦暢（小説家）
- 林田重正（画家）
- 野口弥太郎[要出典]（画家）
- 下村脩[要出典]（化学者）
- 木原正博[要出典]（京都大学名誉教授）
- 伊東静雄（詩人）
- 山本康夫（歌人）
- 古賀賢治（グラフィックデザイナー）
- 村岡克彦（映画プロデューサー）

### ゆかりのある人物
- 木原誠二（衆議院議員）
- 木原正裕（みずほフィナンシャルグループ社長）
- 瀬頭弥八（酒造業、長崎酒造組合長） - 佐賀県より当地諌早に酒造業を創業。
- 大瀬良大地（プロ野球選手） - 長崎日本大学高等学校を卒業。
- 岡田健史（俳優） - 創成館高等学校を卒業。
- 山口智充（タレント） - 父親が諫早市出身。
- 長濱ねる（アイドル） - 市内の中学校を卒業。
- 宮﨑祐樹（プロ野球選手） - 長崎日本大学高等学校を卒業。

## 諫早市を題材とした作品

### 小説
- 市川森一『蝶々さん』
- 野呂邦暢『諫早菖蒲日記』『草のつるぎ』など
- 白石昇『足の間』

### ドラマ
- 『親戚たち』（市川森一脚本、役所広司主演）
- 『不機嫌なジーン』

### 演劇
- 唐十郎『泥人魚』

### 物語
- ムツゴロウ大統領ばんざい

### 楽曲
- 福山雅治『蜜柑色の夏休み』『道標』『昭和やったね』

### 漫画
- 草場道輝『第九の波濤』